# USA for Africa
USA for Africa (Unió de Suport d'Artistes per Àfrica), va ser el nom sota el qual 45 coneguts artistes, principalment nord-americans, liderats per Harry Belafonte, Stevie Wonder, Michael Jackson, i Lionel Richie es van reunir per gravar el single "We Are the World" el 1985. La cançó va aconseguir ràpidament ser número u en les llistes d'èxits dels Estats Units i d'Anglaterra, així com a molts altres països del món.
Els guanys considerables generats per la Fundació USA for Africa van ser destinats al tractament de la fam i les malalties a l'Àfrica. No obstant això, els crítics reclamaren que els diners arribaven als governs dels països africans, abans que a la mateixa població afectada.

## Artistes que participaren en l'enregistrament
| - Bruce Springsteen - Dan Aykroyd - Harry Belafonte - Lindsey Buckingham - Kim Carnes - Ray Charles - Bob Dylan - Sheila E. - Bob Geldof - Daryl Hall | - James Ingram - Jackie Jackson - La Toya Jackson - Marlon Jackson - Michael Jackson - Randy Jackson - Tito Jackson - Al Jarreau - Waylon Jennings - Billy Joel | - Cyndi Lauper - Huey Lewis and the News - Mario Cipollina - John Colla - Bill Gibson - Chris Hayes - Sean Hopper - Kenny Loggins - Bette Midler - Willie Nelson | - John Oates - Jeffrey Osborne - Steve Perry - The Pointer Sisters - Anita Pointer - June Pointer - Ruth Pointer - Lionel Richie - Smokey Robinson - Kenny Rogers | - Diana Ross - Paul Simon - Stevie Wonder - Tina Turner |

Com a músics participaren: Quincy Jones (productor), Michael Boddicker (sintetitzadors i programació), Paulinho da Costa (percussió), Louis Johnson (baix), Michael Omartian (teclats i producció), Greg Phillinganes (teclats) i John Robinson (bateria).